# Tanya-Zousso
Ne doit pas être confondu avec Tanya-Pari.
Tanya-Zousso est une localité située dans le département de Bousséra de la province du Poni dans la région Sud-Ouest au Burkina Faso.

## Santé et éducation
Le centre de soins le plus proche de Tanya-Zousso est le centre de santé et de promotion sociale (CSPS) de Bousséra tandis que le centre médical avec antenne chirurgicale (CMA) de la province se trouve à Gaoua.